# 江田友莉亜
江田 友莉亜（えだ ゆりあ、1993年6月19日 - ）は、日本の女優・タレント。宮城県出身。旧芸名は江田 結香（えだ ゆか）。新体操日本代表の国井麻緒は従妹。

## 来歴
小学校1年生の時から新体操を始める。
2010年、第65回国民体育大会新体操で個人・団体総合優勝。
2011年、首の痛みにより、高校卒業を機に新体操を引退する。同年夏、芸能事務所トップコートのオーディションに合格し、テレビドラマ『ランナウェイ〜愛する君のために』で女優デビューした。
2015年5月末をもってトップコートを退社。
2015年6月よりトヨタオフィスに移籍、芸名を江田結香から江田友莉亜に改名。テレビリポーターなどの活動も始める。
2019年10月に公開された『牙狼〈GARO〉-月虹ノ旅人-』では魔獣ルト役で出演。柔軟な体を駆使し、吹替なしですべてのアクションシーンを演じた。

## 出演

### テレビドラマ
- ランナウェイ〜愛する君のために（2011年、TBS） - 加賀美純子 役[8]
- 仮面ライダーフォーゼ 第39・40話（2012年、テレビ朝日） - 壬生彩加 役[9]
- TAKE FIVE〜俺たちは愛を盗めるか〜（2013年、TBS） - 笹原紗枝 役[10]
- 恋するイヴ（2013年12月24日、日本テレビ） - マコ 役
- 花咲舞が黙ってない 第9話（2014年6月11日、日本テレビ） - 安川 役
- 騎士竜戦隊リュウソウジャー 第18話（2019年、テレビ朝日） - 梢 役[11]
- おいハンサム!! 第4話（2022年1月29日、東海テレビ・フジテレビ） - 古澤木の実 役
- 相棒season21 第9話（2022年12月14日 テレビ朝日） - 青山加奈 役[12]

### テレビ
- 朝だ!生です旅サラダ（2017年 - 、朝日放送テレビ） - リポーター（旅サラダガールズ）

### 映画
- 王様とボク（2012年、ユナイテッドエンタテインメント）[13]
- ツナグ（2012年、東宝）[2]
- 今日、恋をはじめます（2012年、東宝） - レイナ 役[13]
- ライヴ（2014年、KADOKAWA） - ボウガンレディ 役
- 呪怨 終わりの始まり（2014年、ショウゲート） - 竹田美和 役[14]
- るろうに剣心 京都大火編 / 伝説の最期編（2014年、ワーナー・ブラザース映画） - 増髪 役
- あさひなぐ（2017年、東宝） - 井上淳子 役
- 牙狼〈GARO〉-月虹ノ旅人-（2019年、東北新社） - 魔獣・ルト 役

### ウェブドラマ
- 御曹司ボーイズ 第1話 - 第3話（2019年4月28日、AbemaTV） - 『プリンスマリッジ』参加者 役

### 舞台
- タンブリングVol.3（2012年） - 東野沙織 役[15]
- 天誅（2014年） - 彩女 役

### CM
- 看護のお仕事 オンライン限定CM（2013年、レバレジーズ） - 看護師 役[16]
- 太陽生命保険「保険組曲Best ハンドダンス篇」他（2014年 - ） - ストロングマシン2号と共演
- アイリスオーヤマ「サーキュレーター衣類乾燥除湿器『におわない』篇」（2020年4月 - ）